# Histoire du Ve siècle
 (août 2013).
- Si vous ne connaissez pas le sujet, laissez ce bandeau (vous pouvez alors contacter les auteurs).
- Si vous supprimez le contenu mis en cause (vous pouvez préalablement contacter les auteurs),

argumentez précisément cette suppression dans la page de discussion
(un manque de référence n'est pas un argument ; une recherche réelle de référence doit avoir été effectuée, être formellement documentée).
L’histoire du Ve siècle est marquée par la fin de l'unité impériale au sein de l'Empire romain. L'empire romain d'Occident entre dans une longue période d' « agonie », avant sa disparition, inéluctable après les désordres engendrés par les invasions barbares. L'Empire romain d'Orient entre dans une phase de mutation, qui le verra se transformer en Empire byzantin.

## Introduction: une rupture?
La conclusion du Précis d'histoire ancienne de Paul Petit est axée sur la portée des années 395 à 410. Pour expliquer la fin de l'unité impériale, il revient sur deux tendances historiographiques. La première tendance, avec La fin du monde antique de Ferdinand Lot, avance que l'Empire serait mort à brève échéance, même sans les invasions barbares. La seconde tendance, avec Piganiol, est favorable à la thèse d'une fin brutale du fait des invasions barbares. Cette importance des peuples frontaliers à l'Empire pose une question d'ordre général : quel fut le rôle des invasions barbares dans la chute de l'Empire romain d'Occident ?
Le rôle des invasions est indéniable pour Paul Petit, mais il ne suffit pas à expliquer la fin de l'Empire d'Occident. En 395, le partage entre les fils de l'empereur n'est pas une nouveauté. Théodose le Grand a régné en même temps que Valentinien II. En 410, la prise de Rome par Alaric fut un évènement marquant, mais il n'entraîna ni la fin du règne d'Honorius, ni la chute de l'Empire. Pour Paul Petit, la véritable rupture eut lieu en 408, à la mort de Stilicon puisque cela entraîne un phénomène inédit : la partitio imperii. 
L'unité de l'Empire semblait intacte avec Stilicon, mais celui-ci a beaucoup d'ennemis à la cour de Ravenne du fait de ses origines barbares. Il est accusé d'être un ami des peuples ayant pénétré en Gaule le 31 décembre 406 après avoir franchi le Rhin gelé. En fait, le régent resta fidèle à l'esprit de Théodose le Grand et il ne réussit pas à imposer son autorité en Orient. L'hostilité des préfets du prétoire de Constantinople, les échecs de ses armées en Grèce et les invasions en Italie et en Gaule, ainsi que les sécessions en Bretagne et en Afrique du Nord, auront raison de Stilicon et de l'unité impériale.    

### La crise de Constantinople (395-399)

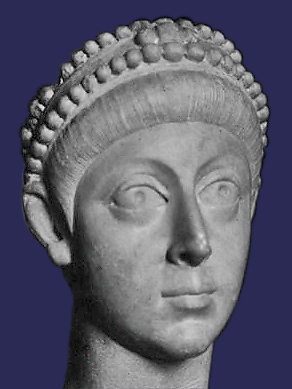
Arcadius

À la cour d'Orient, l'empire est administré par le préfet du Prétoire, Rufin. Aquitain d'obscur naissance, ce sexagénaire est ambitieux et cupide, mais il est aussi catholique, intelligent et éloquent. Apprécié par Théodose, favori du jeune Arcadius dès 394, il arrive aux plus hautes fonctions. Mais un autre personnage, beaucoup plus obscur, va se faire une place à la cour. Il s'agit d'Eutrope, un eunuque, ancien esclave né en Arménie et qui fut repéré par Théodose. 
Rufin, lui, mène la vie dure aux Wisigoths qu'il repousse en Thessalie au printemps 395, évitant aussi que Stilicon s'empare de l'Illyricum. Eutrope n'est pas en reste, et le 27 avril, profitant d'un voyage de Rufin en Syrie, il marie Arcadius avec Eudoxie, fille du notable franc Bauto. Cette jeune femme, appréciée pour sa beauté et son jeune âge, ravit l'empereur qui laisse tranquille Eutrope.
Rallié à Stilicon, pour le moment, Eutrope prépare l'élimination de Rufin. En novembre 395, il suggère à Arcadius d'organiser une revue de troupes afin de féliciter les hommes du général goth, Gaïnas, qui viennent pourtant de piller Olympie. Rufin est convié, et pris au piège, il est poignardé le 27 novembre 395, devant l'empereur. 
Une fois au pouvoir, Eutrope abaisse, humilie et disgracie les officiers et fonctionnaires comme il l'entend. Il vend les charges publiques, crée et supprime des emplois à sa guise, et se comporte comme un véritable tyran. Derrière lui, Arcadius, petit homme chétif, s'efface de plus en plus. Eutrope va jusqu'à exiler son ancien protecteur, Abundantius puis le général Timase, général influent et renommé est spolié de ses biens. Envoyé en Égypte il y meurt misérablement.
En 398, Eutrope est nommé grand chambellan et patrice, puis l'année suivante il devient consul. Il commence à faire peur à tout le monde à la cour. Craint de tous, il fait ériger à sa gloire des statues. Pour Eutrope c'est la fin. Au printemps, Gaïnas ravage les environs de Constantinople, en juillet 399, un préfet du Prétoire qui lui est hostile, Aurélianus, est nommé. Chassé, Eutrope est exilé à Chypre, mais rattrapé, il est amené à Chalcédoine en Bythinie. Jugé, il est décapité.

#### Menaces barbares en Italie
Stilicon, on l'a vu, est un général ambitieux mais fidèle à l'empire, qui lui a tout donné. Mais, à la cour, certains personnages influents font tout pour le disgracier aux yeux d'Honorius. Comme Eutrope, Stilicon pratique une politique matrimoniale. Pas dans le but, car il veut renforcer la place de sa famille dans celle de l'empereur. Ainsi, en 398, il marie sa fille Marie (385-408) avec Honorius. 
La première menace c'est l'imposture du comte d'Afrique Gildon. Ce prince maure, fils du roi des Jubaleni Nube, s'entend avec Eutrope. Ainsi, dès 397, il déclare ne reconnaître comme empereur qu'Arcadius. Il impose un blocus à l'Italie ce qui affame Rome. Le Sénat, qui y réside, avec le soutien de Stilicon, déclare Gildon ennemi public. Mascezel, frère de Gildon, à la tête d'une armée, passe en Afrique. Il écrase son frère à la bataille de l'Ordalio. En fuite, Gildon est capturé et ramené à Tabarka en Tunisie. Ensuite, on ne sait pas s'il fut mis à mort ou s'il  s'est suicidé, mais il meurt en juillet 398. Cet épisode africain fut mis en vers par le poète latin Claudien (370-404).
Ensuite, Stilicon doit faire face au roi des Wisigoths, Alaric. En 401, il les repousse dans les Balkans, mais ils reviennent à la charge. Le 6 avril 402, à la bataille de Pollenda, puis en juin 403 à Vérone, Stilicon met un coup d'arrêt aux Wisigoths. Puis en 406, une armée hétéroclite d'Ostrogoths et d'Alamans, commandée par Radagaise, met le siège devant Florence. Cette expédition osée est arrêtée à Fiesole par Stilicon. Radagaise et ses officiers sont arrêtés puis décapités.
À la cour plusieurs notables estiment que le régent a mal géré la situation, et notamment qu'il a été trop faible face aux Wisigoths. Mais, soyons réaliste, que peut espérer un général qui ne dispose que d'une trentaine de milliers d'hommes face à des Barbares qui peuvent en aligner une centaine de milliers ? Toujours est-il que Stilicon, avec l'accord d'Honorius est égorgé avec son fils Eucher le 22 mai 408 à Ravenne par un officier que fera vite parler de lui, Héraclien. Stilicon est remplacé par Olympius.

#### Usurpations successives en Occident
- Usurpation de Constantin (407-411)

À partir de 407 sur l'île de Bretagne, des généraux ont usurpé la pourpre. Ils reprochent à Honorius ne pas pouvoir protéger les populations locales contre les Barbares. Ainsi, en été 407, c'est le général Constantin, en remplacement de Gratien, qui est proclamé empereur. Grâce à son général, Gerontius, il bat une première fois l'envoyé de Stilicon, Sarus, dès l'automne devant Valence. Début 408, Constantin passe en Gaule et installe sa capitale à Arles. Il nomme alors comme César son fils Constant et l'envoie en Italie. 
Jaloux, se sentant lésé, Gerontius proclame comme empereur, à Tarragone, en Hispanie, le général Maxime, puis il fonce contre Constant. En 411, à Vienne, Constant est battu et décapité. Continuant sur sa lancée, Gerontius assiège Constantin dans la ville d'Arles. Il ne compte pas sur la réaction d'Honorius, qui envoie son général, Constance, en qui il a son entière confiance, pour débloquer la situation. Gerontius est mis en fuite et Constantin, après un second siège et la prise d'Arles, fait prisonnier puis exécuté en novembre 411.
- L'Italie après la mort de Stilicon (409-413)

En Italie, on a deux zones de pouvoir : Rome, siège du Sénat, et Ravenne, capitale de l'empire où est la cour. En 409, alors que Rome est menacée par Alaric, le Sénat envoie le comte Priscus Attale pour négocier une aide de Ravenne. Négociations qui échouent et Rome est finalement assiégée. Pour contrer Honorius et en signe de protestation, le Sénat proclame empereur Priscus Attale. Attale joue double jeu. Il négocie avec Alaric à qui il offre le titre de maître de la milice et ils marchent sur Ravenne. Expédition qui est un échec.
Alaric, se trouve dans une situation difficile. Honorius, appuyé en Afrique par Héraclien, bloque le ravitaillement de Rome, et reçoit des renforts venus d'Orient. Alaric dépose Attale et du 24 au 27 août 410 il organise le sac de Rome. C'est la première fois que Rome est prise par des Barbares depuis l'épisode des oies du Capitole. À Ravenne, le préfet du Prétoire, Olympius, envoie une armée débloquer Rome, mais elle décimée. Olympius disparaît en Dalmatie et on n'entendit jamais plus parler de lui.
Pour couronner le tout, l'assassin de Stilicon, actuel comte d'Afrique, Héraclien, fait sécession. Il s'autoproclame empereur et débarque en Italie, mais il est battu par le comte Marin, à la bataille d'Otricoli en Ombrie. Il repasse précipitamment en Afrique, mais il est capturé par Marin à Carthage et décapité en juin 413.

### Entre Orient et Occident
À la cour d'Orient, l'impératrice Eudoxie est de plus en plus décriée. Son faste et son goût du luxe (et de la luxure) lui valent, le 18 juin 403, au conciliabule du Chêne, un blâme public pour adultère du patriarche de Constantinople, Jean Chrysostome, un orthodoxe. Seulement, Eudoxie va exiler le prélat en juin 404 et le remplace par Arasace. Mais Eudoxie meurt des suites d'une fausse couche le 6 octobre, laissant l'empire aux mains d'Anthémius, nommé consul pour 405. Celui-ci est un anti-barbare convaincu, et la politique envers les Goths va évoluer de l'amitié forcée à l'hostilité affirmée. En effet, l'Empire romain d'Orient est toujours marqué par la bataille d'Andrinople, cuisante défaite face aux Goths en 378. Arcadius, le successeur de Théodose le Grand est mort en 408 sans avoir réussi à changer la situation. Alaric, le roi des Wisigoths profite de la jeunesse de Théodose II et de la régence pour saccager la Macédoine, la Thessalie et la Grèce en 396. Pourtant, Stilicon parvient à battre les Goths à Pholoé, mais il s'entend avec eux afin d'éviter d'avoir un ennemi de plus à combattre en Italie.
Les rapports entre les deux parties de l'Empire se tendent encore plus. Il s'agit d'une véritable guerre froide entre l'Ouest et l'Est. Au centre, la possession de l'Illyrie, revendiquée par Honorius et par Théodose II. Après avoir signé un foedus, c'est-à-dire un traité, avec les Wisigoths, le général Constance III, obtient la main de la sœur de l'empereur, Galla Placidia, dont il aura un fils, Valentinien, en 419. Seulement, les relations avec l'Orient s'enveniment et Constance prépare la guerre. En 421, il meurt avant la fin des préparatifs. Honorius envoie Valentinien et sa mère à Constantinople avant de mourir à son tour en 423 juste après sa mère.

#### La succession d'Honorius (423-425)
Officiellement, Valentinien III est empereur puisqu'il est le neveu du défunt Auguste. Seulement, Théodose II est en position de force pour réunifier l'Empire. En effet, Galla Placidia et son fils sont en résidence surveillée à Constantinople et personne ne peut contester sa légitimité, Honorius n'ayant pas désigné de successeur. Le Sénat romain ne l'entend pas ainsi et proclame empereur l'un des siens, Johannès, chef des notaires du Palais. Celui-ci envoie en Pannonie le général Flavius Aetius afin de recruter des mercenaires chez les Huns. Entretemps, Galla Placidia parvient à obtenir de Théodose II la reconnaissance de la légitimité de son fils en Occident et la levée d'une armée pour chasser l'usurpateur. En 425, des troupes débarquent à Ravenne et vont finir par mettre la main sur Johannès qui errait en Italie. Il est mis à mort et Valentinien III est officiellement intronisé à Rome. Aetius revient avec environ 20 000 hommes[réf. nécessaire] (le chiffre est une estimation et varie en fonction des historiens). Galla Placidia, pour éviter de le combattre, le nomme patrice des Gaules puis consul.

## Le règne de Valentinien III
Cette date de 425 ouvre une nouvelle période de l'histoire du Ve siècle avec le règne de Valentinien III jusqu'en 455. Pour les informations concernant le règne, se référer à l'article : Valentinien III.       